# 1879 en science
| Années de la science : 1876 - 1877 - 1878 - 1879 - 1880 - 1881 - 1882    |
| Décennies de la science : 1840 - 1850 - 1860 - 1870 - 1880 - 1890 - 1900 |

Cet article présente les faits marquants de l'année 1879 en science.

## Événements
- 26 avril : fondation du Parc national Royal, premier parc national d'Australie et le deuxième plus vieux parc national au monde[1].

- 8 juillet : départ de San Francisco de l'Expédition Jeannette qui cherche à gagner le Pôle Nord par voie maritime ; l'USS Jeannette, pris dans les glaces, coule le 13 juin 1881[2].
- 18 juillet, Expédition Vega : l'explorateur suédois Adolf Erik Nordenskiöld, parti de Tromsø le 21 juillet 1878 à bord du Véga, navire à locomotion mixte de 300 tonneaux (capitaine Palander), force le passage du Nord-Est en reliant la Nouvelle-Sibérie à un mouillage au sud du cap Prince-de-Galles, sur la côte américaine, après 294 jours d’hivernage[3].

- 28 octobre : Louis Pasteur commence ses expériences sur le choléra des poules ; il établit le principe de la vaccination par inoculation de virus atténués dans leur virulence. Il fait part de ses résultats à l'Académie des sciences le 9 février 1880[4].
- Décembre : Wilhelm Wundt ouvre à l'Université de Leipzig le premier laboratoire de psychologie expérimentale[5].

- George Gabriel Stokes perfectionne l'héliographe dit « héliographe de Campbell-Stokes »[6].

- Lors de son troisième voyage en Asie centrale « sur les terrains les plus rudes du désert de Dzoungarie[7] », l’explorateur Nikolaï Mikhaïlovitch Prjevalski découvre un spécimen inconnu, le cheval de Przewalski, le seul cheval à n'avoir jamais été domestiqué[8].

### Sciences physiques
- 27-28 février : la saccharine est découverte accidentellement par les chimistes américains Ira Remsen et Constantin Fahlberg de l'université Johns-Hopkins de Baltimore[9].

- 20 mars : le physicien autrichien Josef Stefan publie dans le Bulletins des Sessions de l'Académie des Sciences de Vienne un article intitulé « De la relation entre rayonnement thermique et température » où il énonce la loi connue sous le nom de loi de Stefan-Boltzmann[10].
- 24 mars : le chimiste suédois Lars Fredrik Nilson rapporte sa découverte du scandium dans une note présenté lors de la séance hebdomadaire de l'Académie des sciences[11].

- 27 mai : le chimiste allemand Otto Schott adresse au physicien allemands Ernst Abbe des échantillons d'une nouvelle sorte de verre contenant du lithium qu'il a mis au point pour faire examiner ses propriétés optiques. Son homogénéité élevée permet d'effectuer mesures spectrométriques[12].

- 18 août : le chimiste suédois Per Teodor Cleve annonce sa découverte des éléments chimiques holmium et thulium dans une note lue par Charles Adolphe Wurtz[13].

- Edwin Herbert Hall publie ses recherches relatives l'action d'un courant électrique sur les conducteurs plongés dans un champ magnétique (effet Hall)[14].

### Technologie

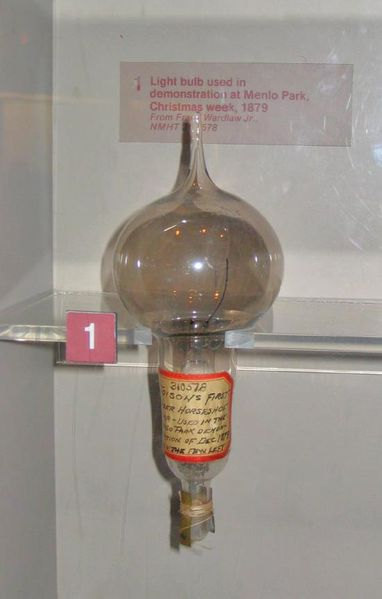
Première lampe à incandescence de Thomas Edison.

- 6 janvier et 26 août : l'inventeur français Émile Reynaud dépose des additifs au brevet de son praxinoscope[15], pour inclure le praxinoscope-théâtre[16].

- 4 mars : deux brevets déposés les 27 juin et 11 juillet 1878 par Eadweard Muybridge pour le zoopraxiscope sont accordées[17].

- 4 avril : démonstration du procédé Thomas d'affinage de la fonte faite à l'usine Bolckow Vaughan de Middlesbrough au Royaume-Uni[18].

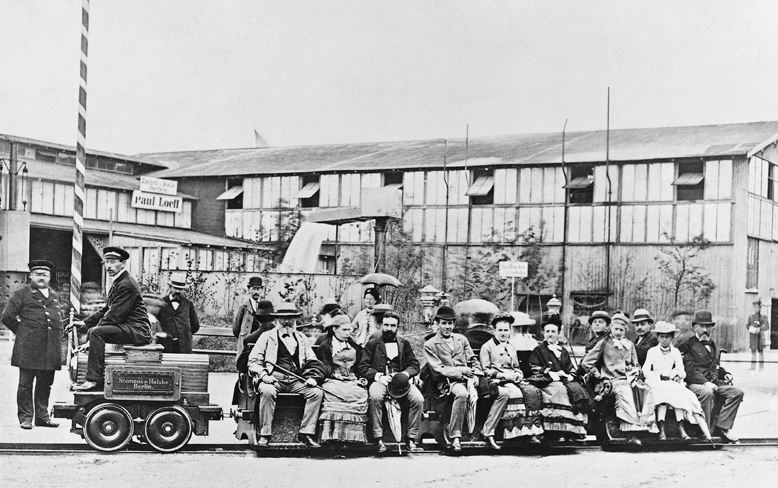
Première locomotive électrique, construite en 1879 par l'ingénieur allemand Ernst Werner von Siemens.

- 31 mai : la firme Siemens présente la première locomotive électrique à l'Exposition industrielle de Berlin[19].

- 21-22 octobre : l’équipe scientifique de l’inventeur américain Thomas Edison met au point la première lampe électrique à filament de carbone utilisable. Edison en fait une démonstration publique à Menlo Park le 31 décembre[20].
- Décembre : le chocolatier suisse Rodolphe Lindt invente le conchage, procédé de pétrissage et d'affinage de la pâte de cacao pour obtenir du chocolat « fondant » par adjonction de beurre de cacao[21].

## Publications
- Anton de Bary : Die Erscheinung der Symbiose, Strasbourg. Il introduit le concept et le terme de symbiose.
- Charles L. Dodgson : Euclid and His Modern Rivals (« Euclide et ses rivaux modernes »).
- Vassili Dokoutchaïev : Tchernozeme (terre noire) de la Russie d‘Europe. St. Pétersbourg, Société Impériale Libre Économique. IL introduit le concept de pédologie.
- Jean-Henri Fabre : Souvenirs entomologiques (1879-1904).
- Ferdinand André Fouqué : Santorin et ses éruptions, Paris, Masson, 1879.
- Gottlob Frege : Begriffsschrift (« Idéographie »).

- Début de la publication de la revue scientifique Journal of the American Chemical Society.

## Prix
- Médailles de la Royal Society
  - Médaille Copley : Rudolf Clausius
  - Médaille Davy : Paul-Émile Lecoq de Boisbaudran
  - Médaille royale : Andrew Crombie Ramsay, William Henry Perkin

- Médailles de la Geological Society of London
  - Médaille Lyell : Edmond Hébert
  - Médaille Murchison : Frederick McCoy
  - Médaille Wollaston : Bernhard Studer

## Naissances

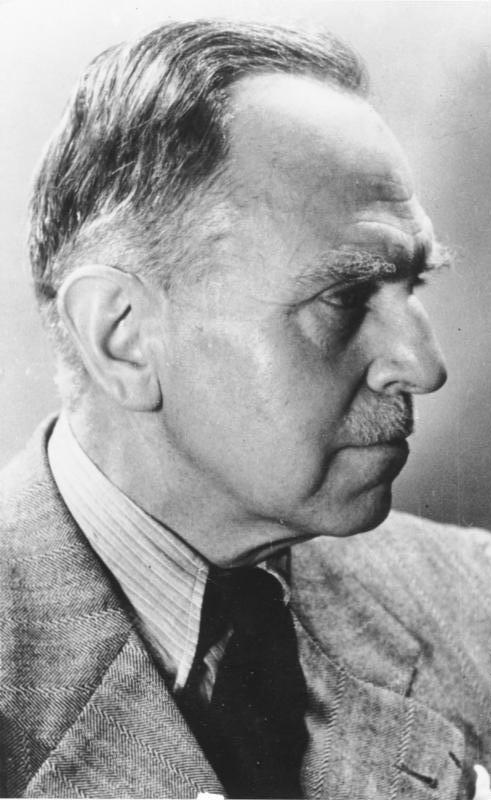
Otto Hahn en 1954.

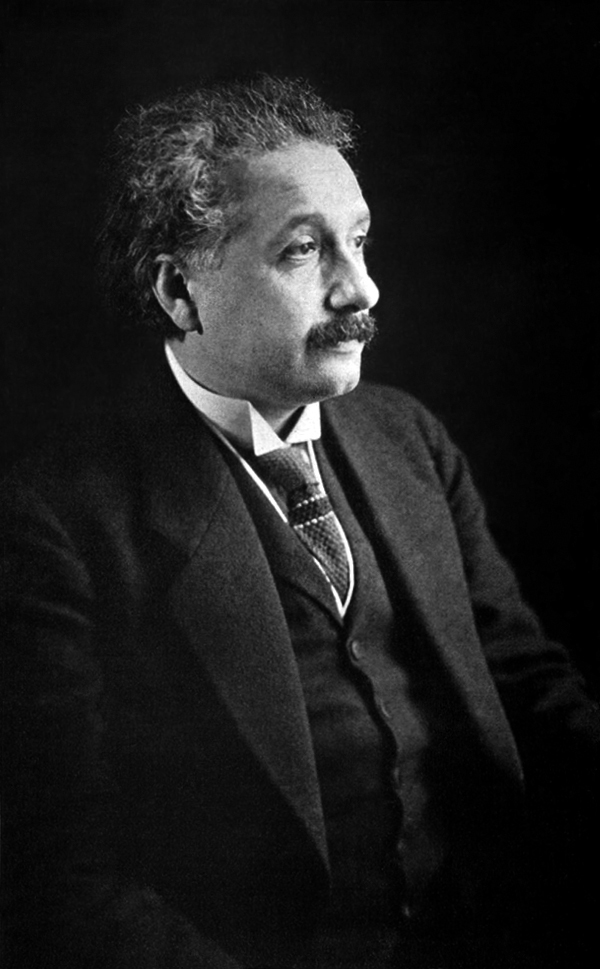
Albert Einstein en 1921.

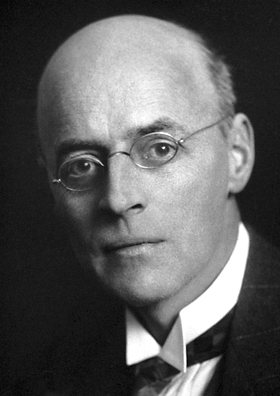
Owen Willans Richardson

- 6 janvier : Émile Argand (mort en 1940), géologue suisse.
- 28 janvier : Hartley Ferrar (mort en 1932), géologue irlandais.

- 14 février : Émile Jaboulay (mort en 1961), chimiste français.
- 19 février : Ángel Cabrera (mort en 1960), zoologiste espagnol.
- 22 février : Joannes Brønsted (mort en 1947), chimiste danois.
- 5 mars : William Beveridge (mort en 1963), statisticien, économiste et homme politique britannique.
- 8 mars : Otto Hahn (mort en 1968), chimiste allemand, prix Nobel de chimie en 1944.
- 14 mars : Albert Einstein (mort en 1955), physicien allemand, puis apatride (1896), suisse (1901), et enfin helvético-américain (1940), prix Nobel de physique en 1921.
- 20 mars : Maud Menten (morte en 1960), médecin et biochimiste canadienne.
- 23 mars : René Jeannel (mort en 1965), naturaliste français.
- 29 mars : Alan Henderson Gardiner (mort en 1963), égyptologue britannique.

- 11 avril : Bernhard Schmidt (mort en 1935), astronome et opticien allemand.
- 19 avril : George Montandon (mort en 1944), médecin, anthropologue et explorateur d'origine suisse.
- 26 avril : Owen Willans Richardson (mort en 1959), physicien britannique, prix Nobel de physique en 1928.

- 4 mai :
  - Werner Boy (mort en 1914), mathématicien et physicien allemand.
  - Leonid Mandelstam (mort en 1944), physicien biélorusse.
- 5 mai : Ludwig Glauert (mort en 1963), zoologiste et paléontologue australien.
- 6 mai : Bedrich Hrozny (mort en 1952), scientifique, archéologue et linguiste tchécoslovaque.
- 28 mai : Milutin Milanković (mort en 1958), géophysicien serbe.
- 29 mai : Eric Marshall (mort en 1963), chirurgien, cartographe et explorateur polaire britannique.

- 3 juin : Raymond Pearl (mort en 1940), statisticien et biologiste américain.
- 7 juin : Knud Rasmussen (mort en 1933), explorateur polaire danois.
- 9 juin : Joseph Frossard (mort en 1955), chimiste et industriel français.
- 23 juin : Jules Formigé (mort en 1960), architecte et archéologue français.
- 29 juin : Paul Goby (mort en 1937), archéologue français.

- 1er juillet : Æneas Mackintosh (mort en 1916), officier de la marine marchande britannique et explorateur de l'Antarctique.
- 10 juillet :
  - Paul Bertrand (mort en 1944), botaniste français.
  - Harry Nicholls Holmes (mort en 1958), chimiste et universitaire américain.
- 11 juillet : Louis Poinssot (mort en 1967), archéologue français.
- 15 juillet : Anton Kailan (mort en 1939), chimiste autrichien.
- 18 juillet : Gustave Lefebvre (mort en 1957), égyptologue et helléniste français.
- 23 juillet : Ernst Herzfeld (mort en 1948), archéologue et iranologue allemand.

- 9 août : Andreï Vassilievitch Martynov (mort en 1938), paléontologue et entomologiste russe.

- 13 septembre : Harry Burton (mort en 1940), égyptologue et photographe britannique.
- 29 septembre : Armand de Gramont (mort en 1962), industriel et scientifique français.

- 5 octobre : Francis Rous (mort en 1970), virologue américain, prix Nobel de physiologie ou médecine en 1966.
- 9 octobre : Max von Laue (mort en 1960), physicien allemand, prix Nobel de physique en 1914.
- 16 octobre : Philip Jourdain (mort en 1919), mathématicien et logicien britannique.
- 22 octobre : José Giral (mort en 1962), universitaire et professeur de chimie.

- 3 novembre : Vilhjalmur Stefansson (mort en 1962), ethnologue et explorateur canadien.
- 4 novembre : Cornelis B. Van Niel (mort en 1985), microbiologiste néerlando-américain.
- 10 novembre : Bernard Bruyère (mort en 1971), égyptologue français.

- Herbert Spinden (mort en 1967), anthropologue américain.
- Gerald Avery Wainwright (mort en 1964), égyptologue britannique.

## Décès

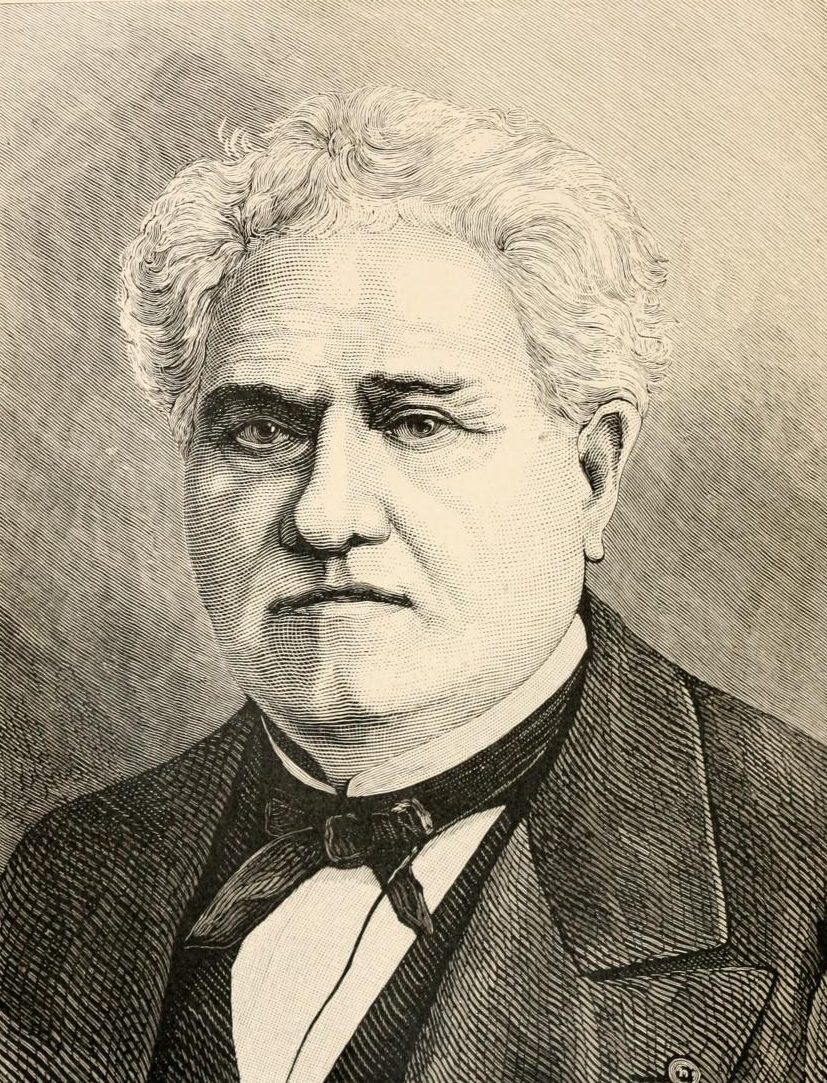
Paul Gervais

- 10 janvier : Alfred Canel (né en 1803), historien, archéologue et homme politique français.

- 11 février : Paul Gervais (né en 1816), zoologiste et paléontologue français.
- 16 février : Émile Prisse d'Avesnes (né en 1807), explorateur, égyptologue, archéologue et journaliste français.
- 17 mars : Edward Barry (né en 1809), archéologue et historien français.

- 8 avril : Asa Fitch (né en 1809), entomologiste américain.
- 26 avril : Édouard-Léon Scott de Martinville (né en 1817), ouvrier typographe, libraire et écrivain français, inventeur du phonautographe.
- 18 mai : Édouard Spach (né en 1801), botaniste français.

- 5 juin : August Karl Krönig (né en 1822), physicien et chimiste allemand.
- 10 juillet : Césaire Nivière (né en 1799), agronome français.
- 14 septembre : Carl Bernhard von Cotta, géologue allemand

- 17 octobre : Alfred Henry Garrod (né en 1846), zoologiste britannique.

- 3 novembre : Antoine François Boutron Charlard (né en 1796), pharmacien et chimiste français.
- 5 novembre : James Clerk Maxwell (né en 1831), physicien et mathématicien écossais.

- 30 décembre : Jean-Baptiste Alphonse Dechauffour de Boisduval (né en 1799), médecin, entomologiste et botaniste français.